# Indicatif régional 501
L'indicatif régional 501 est l'indicatif téléphonique régional qui dessert le centre de l'État de l'Arkansas aux États-Unis, incluant la capitale de l'État, Little Rock.
L'indicatif couvre la plupart des municipalités des comtés de Conway, Faulkner, Garland, Hot Spring, Lonoke, Perry, Pulaski, Saline et White.
On peut voir les territoires desservis par les indicatifs régionaux de l'Arkansas sur cette carte de la North American Numbering Plan Administration.
L'indicatif régional 501 fait partie du Plan de numérotation nord-américain.

## Principales villes couvertes par l'indicatif
- Benton
- Bryant
- Cabot
- Conway
- Hot Springs
- Jacksonville
- Little Rock
- Malvern
- Morrilton
- North Little Rock
- Searcy
- Sherwood